# Linbeck Gill
Der Linbeck Gill ist ein Wasserlauf im Lake District, Cumbria, England.
Der Linbeck Gill entsteht als Abfluss des Devoke Water an dessen Nordwestseite. Er fließt in nordwestlicher Richtung bis zu seiner Mündung in den River Esk.